# Élection présidentielle colombienne de 1866
L'élection présidentielle colombienne de 1866, a eu lieu en mai 1866 sous le régime des États-Unis de Colombie pour élire le nouveau président. L'élection fut remportée par le libéral modéré Tomás Cipriano de Mosquera, qui succède au libéral Manuel Murillo Toro.

## Contexte
Depuis le changement de régime en 1863, le président est élu par les différents États souverains des États-Unis de Colombie. Lors des élections de 1864, le candidat officiel du Parti libéral, Manuel Murillo Toro a obtenu la majorité des États (6 sur 9) et a donc remporté le scrutin, face à deux autres factions du parti libéral : celle des radicaux, représentée par Santos Gutiérrez, et celle des modérés, représentée par Tomás Cipriano de Mosquera.
À la fin du mandat de Murillo Toro, Mosquera se déclare à nouveau candidat à la présidence pour la faction des modérés, tandis que le Parti libéral se tourne vers l'ancien président José Hilario López. Le Parti conservateur, absent lors de l'élection précédente, se lance dans la course en soutenant la candidature de Pedro Justo Berrío. Face à une candidature conservatrice, les radicaux ne proposent pas de candidat et se rallient à Mosquera.

## Système électoral
Selon la constitution de 1863, le président des États-Unis de Colombie est élu pour un mandat de deux ans par les représentants des 9 États. Le candidat qui obtient le plus d'États est déclaré élu.

## Résultats

### Résultats officiels
| Candidats | Candidats                  | Candidats    | États obtenus | %    |
| --------- | -------------------------- | ------------ | ------------- | ---- |
|           | Tomás Cipriano de Mosquera | Modéré       | 7             | 77,7 |
|           | José Hilario López         | Libéral      | 1             | 11,1 |
|           | Pedro Justo Berrío         | Conservateur | 1             | 11,1 |
| Total     | Total                      | Total        | 9             | 100  |

### Résultats détaillés
| États                          | Candidat soutenu           |
| ------------------------------ | -------------------------- |
| État souverain de Bolívar      | Tomás Cipriano de Mosquera |
| État souverain de Magdalena    | Tomás Cipriano de Mosquera |
| État souverain du Panama       | Tomás Cipriano de Mosquera |
| État souverain de Cundinamarca | Tomás Cipriano de Mosquera |
| État souverain de Santander    | Tomás Cipriano de Mosquera |
| État souverain de Boyacá       | Tomás Cipriano de Mosquera |
| État souverain de Cauca        | Tomás Cipriano de Mosquera |
| État souverain de Tolima       | José Hilario López         |
| État souverain d'Antioquia     | Pedro Justo Berrío         |

## Conséquences
Avec 7 voix des États sur 9, l'ancien président Tomás Cipriano de Mosquera est déclaré réélu à la présidence, devenant ainsi le second président des États-Unis de Colombie élu.